# The Basketball Which Kuroko Plays
A The Basketball Which Kuroko Plays (magyarul a Kosárlabda, amit Kuroko játszik vagy Kuroko kosárlabdája) Fudzsimaki Tadatosi (藤巻忠俊 – Fujimaki Tadatoshi) mangája alapján készült adaptáció, ami 2012-ben jelent meg Tada Sunszuke (多田俊輔 – Tada Shunsuke) rendezésében.

## Prológus
„A Teikó Alsó-Középiskola kosárlabda klubja. Egy hihetetlenül erős csapat, több mint száz taggal és három egymást követő bajnoksági győzelemmel. De még a csodálatos eredmények között is, volt egy öt zseniből álló nemzedék, akiket úgy ismertek, mint a ’Csodák Generációját’. Azonban, szárnyra kelt egy furcsa szóbeszéd, a Csodák Generációját illetően. Bár senki nem ismeri, nincs rajta egy meccs felvételén sem, volt még egy tag, akit az öt zseni elismert. A rejtélyes 6. ember.”

## Szereplők

### Kuroko Tecuja (黒子 テツヤ – Kuroko Tetsuya)
A Kuroko no Baszuke (黒子のバスケ – Kuroko no Basuke) című manga és anime főszereplője, a Csodák Generációjának hatodik „Fantom” tagja. Specialitása az eltérítés és félrevezetés, valamint a passzolás. Most a Szeirin Gimnázium (誠凛高校 – Seirin Kōkō) csapatának alacsony bedobója.
Kuroko nagyon törékeny és kicsi egy kosárlabda játékoshoz képest, ezért látjuk őt gyakran passzolni. Haja világos-, szeme sötétkék színű, mezszáma pedig a 11-es.
Őszinte és egyenes személyiség. Nagyon keményen dolgozik és próbál megfelelni csapattársai elvárásainak.
Egy metaforát használ, miszerint ő az „árnyék”, mert a jelenléte a pályán alig érzékelhető a gyenge fizikuma és kiállása miatt (ami egyben legnagyobb fegyvere is). Az árnyéknak viszont szüksége van egy „fényre” is, ami akkor ragyog fényesebben, ha az árnyék sötétebb. A „fény” az a személy, akivel Kuroko összejátszik a pályán. A Teikó Alsó-Középiskolában Kuroko fénye Aomine volt, most pedig Kagami az.
Kuroko egy nagyon nyugodt és racionális ember, de neki is vannak vicces pillanatai.

### Kagami Taiga (火神大我 – Kagami Taiga)
A Kuroko no Baszuke második főszereplője, a Szeirin Gimnázium ásza és erőcsatára, aki a 10-es számú mezt viseli. Elhatározta, hogy legyőzi a Csodák Generációjának tagjait és Japán legjobbjává válik. Kivételes tehetsége van a kosárlabdához. A manga 189. fejezetében Aomine így ismeri el őt – „Az a Csoda, aki nem tartozott a többi Csoda közé”.
Kagami elég izmos egy középiskoláshoz képest. Nagyon magas, ami egy elsöprő aurát kölcsönöz neki, így egy vad tigris benyomását kelti. Sötétvörös színű haja enyhén belelóg ugyanolyan színű szemébe. Szemöldöke elég vastag és két részre válik, amit Muraszakibara meg is jegyez neki.
Kagami nagyon céltudatos, makacs és határozott. A feladást visszautasítja, bármilyen szituációról is legyen szó. A hervadhatatlan és tomboló harcos szelleméről ismert. Élvezi, ha erős ellenfelekkel játszhat, és nem látja értelmét a játéknak, ha az ellenfél gyenge.
Kagami nagyon jól főz és képes ötször annyit enni, mint egy átlagos ember.
Lobbanékony természetének és egyszerű gondolkodásának köszönhetően egy szójátékon alapuló becenevet kapott – Baka (bolond) + Kagami = Bakagami (bolond Kagami).

### Kisze Rjóta (黄瀬涼太 – Kise Ryouta)
A Csodák Generációjának alacsony bedobója volt, aki most a Kaidzsó Középiskola (海常高校 – Kaijō Kōkō) csapatában játszik. Jól ismert a másolási képességeiről – bármilyen technikát képes lemásolni, amit lát, és gyakran erőteljesebben is adja vissza, mint amilyen az eredeti volt.
Kisze modellként is dolgozik, így (természetesen) „csinos” arca van. Kagami a manga harmadik fejezetében az „Ikemen-kun” kifejezést használja rá, ami annyit tesz – csinifiú. Szőke, közepesen hosszú haja nem lóg bele aranyszínű szemeibe, de különösen hosszú szempilláit már eltakarja. Egy másik jellegzetessége, hogy fülbevalót hord a bal fülében. A meccseken kívül gyakran látható iskolai egyenruhájában, ami egy fehér ingből, szürke nadrágból és zakóból, egy fekete nyakkendőből és fehér cipőkből áll. A pályán a Kaidzsó sötétkék mezét viseli, 7-es számmal ellátva.
Kisze egy gondtalan, társaságot kedvelő, színes egyéniség. Azok nevét, akiket elismer, ’cchi’ (ccsi) végződéssel látja el – Midorimacchi, Kurokocchi, Aominecchi. Szokása, hogy ’ssu’ (sszu) raggal fejezi be a mondatait.
Mielőtt kosarazni kezdett volna, fásultan és egykedvűen viselkedett, mert untatta, hogy minden sportban jól teljesített, amibe belekezdett. Az igazi oka annak, hogy képes kosarazni az az, hogy rendelkezik a másolás képességével. Vizuális felfogóképességének köszönhetően képes bármilyen mozdulatot lemásolni, amit már látott. Elég egyszer egy pillantást vetnie az adott technikára, hogy máris elsajátítsa. Ennek a képességnek buktatója is van – Kisze nem tudja a nála erősebb és jobb játékosok mozdulatait lemásolni.

### Midorima Sintáró (緑間真太郎 – Midorima Shintarou)
Ő volt a helyettes kapitánya és dobóhátvédje a Csodák Generációjának. Most Tokió Három Királyának egyik csapatában, a Sútoku Gimnázium (秀徳高校 – Shuutoku Koukou) csapatában játszik.
Midorimának sötétzöld a haja, ami a baloldalra van elválasztva és nem éri el a szemeit. Szemei világoszöldek, és fekete, felső keret nélküli szemüveget visel. Nagyon magas, a Csodák Generációjának tagjai közül ő a második legmagasabb. A mérkőzéseken kívül bal keze ujjai be vannak kötve, így semmilyen külső hatás nem tudja befolyásolni a bal kezes dobásait. Ezen okból kifolyólag a körmeit is le szokta reszelni.
Midorima gyakran látható egy szerencse-tárggyal – egészen a plüss békától a főzött kaktuszig terjedően. A meccseken kívül iskolai egyenruháját viseli, ami egy fekete zárt kabát, nadrág, és fehér cipő.
A Sútoku csapatában 6-os a mezszáma, míg a Teikó (帝光 – Teikou) Alsó-Középiskolában a 7-es számot viselte.
Midorima általában visszahúzódó, tartózkodó. Nem foglalkozik számára feleslegesnek tűnő dolgokkal és nem szeret bolondozni. Bár Takao gyakran próbálja rávenni valamire, általában sikertelenül végződik a próbálkozása, mert csak idegesíti Midorimát. Számára nehéz, hogy kedves legyen az ellenfeleivel, míg Takaónak ez nem okoz gondot. Nagyon magabiztos a képességeit illetően, gyakran beképzelten viselkedik mások előtt (főleg a csapattársai előtt). Erősen hisz az Oha-Asa horoszkóp jóslásában, és megnyugszik, ha azt hallja, hogy a csillagjegye, ami a Rák, aznap szerencsés lesz. Olyannyira bízik ebben, hogy mindig magával viszi az úgynevezett szerencse-tárgyat, ami aznapra szól. Midorima abban is hisz, hogy egyes vércsoportokba tartozó emberek vagy kijönnek egymással, vagy nem – például Kuroko vércsoportja A, Midorima pedig B csoportba tartozik, így ők nincsenek egy hullámhosszon.
Midorima mottója az, hogy Ember tervez, Isten végez, ami azt jelenti, hogy megtesz mindent, ami tőle telik, és a többit rábízza a végzetre. Takao egyszer az egyik meccs előtt tesz egy megjegyzést neki, miszerint a körömreszelés, az ujjai bekötözése, az Oha-Asa és annak szerencse-tárgyában való hit csak egyfajta rögeszme.
Midorima rejteget egy kelletlen csodálatot Kuroko iránt, de nehezményezi a tényt, miszerint Kuroko képes megállni a helyét a Csodák Generációjának tagjaival szemben annak ellenére, hogy hiányzik belőle a természetes tehetség. Úgy véli, hogy Kuroko bolond, amiért egy olyan csapathoz csatlakozott, mint a Szeirin Gimnáziumé, ami viszonylag új és ismeretlen csapat, és ami – Midorima véleménye szerint – nem tudja kihasználni teljes erejét.
Annak ellenére, hogy mindig nyugodt, a Sútoku – Szeirin meccs alatt a Téli Kupán, még ő is kijön a sodrából. Takaóra is ráparancsol, hogy fejezze be a hülyéskedést és vegye komolyan a mérkőzést. Midorima azt a célt tűzi ki akkor maga elé, hogy megsemmisíti a Szeirin csapatát. A meccs alatt Midorima feladja büszkeségét és csapatjátékossá válik, hogy a Sútoku nyerhessen. Midorima azelőtt sohasem támaszkodott másokra, de ez megváltozik, és a Sútoku teljes csapatként harcol a végsőkig. A sikeres csapatjáték alatt úgy tűnik, hogy Midorima élvezi a játékot, és talán még mosolyog is – amit ritkán szokott.
Takao gyakran használja zöld hajú csapattársára a tsundere megnevezést – Midorima a felszínen talán szarkasztikus, kötekedő és nyers, de belül kedves, segítőkész és jószívű.
Midorima jó éleslátással rendelkezik, és könnyen átlátja, illetve megérti mások képességeit. Noha gúnyosan vagy kritizálva, de tanácsokkal is el szokta látni ellenfeleit (például Kurokót, Kagamit).
Midorima akkor csatlakozott a kosárlabdacsapathoz, amikor a Teikó alsós középiskolába kezdett járni. A kivételesen hosszú ívű és pontos dobásainak köszönhetően egyből a különleges játékosok közé került. A Teikó csapat kapitánya Akasi lett, Midorima pedig a helyettesi posztot kapta meg.
Amikor Kuroko csatlakozott a csapathoz, Midorima bizonytalan volt őt illetően. Amikor viszont bebizonyította, hogy méltó arra, hogy a Csodák Generációjának tagja legyen, Midorima meghökkent a kék hajú fiú képességének láttán és elismerte őt.
A második évük alatt Midorima és Muraszakibara vitába keveredtek, ami azt eredményezte, hogy azután többé nem jöttek ki jól egymással.
Végzősként, a vizsga napján mind a hatan találkoztak, hogy esküt tegyenek, miszerint középiskolásként is folytatni fogják a kosárlabdázást, és amelyikük csapata megnyeri a Téli Kupát, az lesz közülük a legerősebb Csodák Generációja tag.

### Aomine Daiki (青峰大輝 – Aomine Daiki)
Ő volt az ász játékosa a Csodák Generációjának, és Kuroko fénye a Teikó Alsó-Középiskolában. Most a Tó Akadémia (桐皇学園高校 – Tōō Gakuen Kōkō) csapatának ásza és erőcsatára. Ő és Kagami esküdt ellenségekké válnak, miután összecsapnak az Iskolák Közötti selejtezőn.
Aomine bőre sötétebb, mint a többi szereplőé. Haja sötétkék, ami egészen rövid és a jobb oldalra van elválasztva. Nagyon magas és izmos karakter. Meze fekete és vörös, amin 5-ös szám van.
Mielőtt mérhetetlen erőre tett volna szert, Aomine barátságos és társaságkedvelő volt. Gyakran bolondozott Kuroko és Kisze körül. Mégis, ahogy az edzések során erősebbé vált, Aomine gyakran összezúzta ellenfeleiben a játékszeretetet. Eleinte szomorú volt emiatt, és próbálta megtalálni méltó ellenfelét a pályán, de nem járt sikerrel.
Végül is arra a következtetésre jutott, hogy ő szimplán a legerősebb, és hogy „az egyetlen, aki őt legyőzheti, az ő maga”. Gyakran megalázza ellenfeleit, és össze akarja törni őket. Nagyon lustává válik, és gyakran kihagyja az edzéseket, a meccsekre is csak akkor megy el, amikor kedve tartja.
Amíg a Teikó csapatában játszott, Aomine nagyon védelmezte csapattársait.
Kagamihoz hasonlóan neki is van egy vicces beceneve, ami egy szójátékon alapul – Aho (idióta) + Aomine = Ahomine (idióta Aomine.)
「オレに勝てるのはオレだけだ」– „Az egyetlen aki legyőzhet engem, én magam vagyok.” (Ore ni kateru no wa ore dake da.)

### Muraszakibara Acusi (紫原敦 – Murasakibara Atsushi)
Ő volt a Csodák Generációjának centere, aki most a Jószen Gimnázium (陽泉高校 – Yōsen Kōkō) csapatában játszik.
Muraszakibara természetellenesen magas a korához képest. Levendula színű haja van, ami körülbelül a nyakáig ér, és lila szeme. A Yōsen mezét hordja, amin a 9-es szám áll.
Ellentétben azzal a benyomással, amit a magassága kelt, Muraszakibara gyerekes, tohonya és a kosárlabdán kívül minden másban ügyetlen. Komoly helyzetekben gyakran viccelődik, amit csapattársai nem néznek jó szemmel. Enyhén szadista játék közben a pályán. Azt állítja, hogy azért játszik kosárlabdát, mert tehetséges benne, nem pedig azért, mert szereti. Őt egyáltalán nem érdekli a kosárlabda.
„Utálok edzeni, de veszíteni még jobban utálok.”
Utálja azokat, akik szenvedéllyel játsszanak, még akkor is, ha veszítenek. Mégis úgy tűnik, hogy a szíve legmélyén szereti ezt a sportot, mert a Zónába (ami segít, hogy 100% fölött teljesíts) csak azok léphetnek be, akik szeretik a kosárlabdát. Gyermeteg viselkedéséhez mérten folyamatosan édességet eszik, néha még meccs közben is, és minden pénzét gyorskajára költi.
Amíg a Teikó csapatában játszott, a támadásra is fókuszált és igen aktív játékos volt. A későbbiekben, mikor már ráunt a játékra, csak a védekező feladatokat látta el. A pályán való lomhaságának és lustaságának valódi oka az, hogy a nagy méretével sérüléseket is okozhat az ellenfeleinek, ha igazán belelendül.
Az a szokása, hogy lerövidíti a neveket és egy ’chin’ (csin) ragot ad hozzájuk – Aka-chin (Akasi), Kuro-chin (Kuroko), Mido-chin (Midorima), Mine-chin (Aomine).

### Akasi Szeidzsúró (赤司征十郎 – Akashi Seijūrō)
Ő volt a Csodák Generációjának kapitánya, és az egyetlen, aki előtt még a többi tag is meghajolt. Most a Rakuzan Gimnázium (洛山高校 – Rakuzan Kōkō) csapatának irányítója és kapitánya.
Akasi kis termetű egy kapitányhoz képest, csupán 173 cm magas. Vöröses-barna haja tüskés, szemei színével megegyezik, pupillája pedig függőleges irányú. Akasi szeme a személyiségétől függően változik. Amikor normális, mindkét szeme vöröses-barna, míg a „másik” Akasi heterokrómiás szemekkel rendelkezik – a jobb szeme vöröses, a bal szeme narancssárgás-citromsárga színű. Meze fehér és világoskék, 4-es számmal ellátva.
Amikor először felbukkan a sorozatban, rendkívüli módon megfélemlítő és lenéző személyisége van. Akasi egy bizonyos szintű tiszteletet mutat az összes volt csapattársa iránt, és teljesen bízik a képességeikben.
A gyerekkori neveltetésének köszönhetően, egy igen erős „minden áron győzedelmeskedni” mentalitás alakult ki nála. Abban hisz, hogy a győzteseké minden az életben, míg a veszteseket elutasítják. Akasi az embereket a keresztnevükön szólítja a tisztelet jeleként.
Középiskolai évei alatt kialakult nála egy második személyiség, ami az eredeti elferdített változata. Ez az énje extrém önteltséggel rendelkezik, és nem tolerálja azokat, akik lekicsinylőek vele szemben vagy ellenszegülnek neki.

## Iskolák

### Szeirin Gimnázium (誠凛高校 – Seirin Kōkō)
- Kuroko Tecuja (黒子テツヤ – Kuroko Tetsuya) / alacsony bedobó

- Kagami Taiga (火神大我 – Kagami Taiga) / erőcsatár

- Kijosi Teppej (木吉鉄平 – Kiyoshi Teppei) / center

- Hjúga Dzsunpei (日向順平 – Hyūga Junpei) / dobóhátvéd

- Izuki Sun (伊月俊 – Izuki Shun) / irányító

- Mitobe Rinnoszuke (水戸部凛之助 – Mitobe Rinnosuke) / center

- Koganei Sindzsi (小金井慎二 – Koganei Shinji) / alacsony bedobó

- Cucsida Szatosi (土田聡史 – Tsuchida Satoshi) / erőcsatár

- Furihata Kóki (降旗光樹 – Furihata Kōki) / irányító

- Kavahara Kóicsi (河原浩一 – Kawahara Kōichi) / alacsony bedobó

- Fukuda Hirosi (福田寛 – Fukuda Hiroshi) / center

### Kaidzsó Gimnázium (海常高校 – Kaijō Kōkō)
- Kisze Rjóta (黄瀬涼太 – Kise Ryōta) / alacsony bedobó

- Kaszamacu Jukió (笠松幸男 – Kasamatsu Yukio) / irányító

- Morijama Jositaka (森山由孝 – Moriyama Yoshitaka) / dobóhátvéd

- Hajakava Micuhiro (早川充洋 – Hayakawa Mitsuhiro) / erőcsatár

- Kobori Kódzsi (小堀浩志 – Kobori Kōji) / center

- Nakamura Sinja (中村真也 – Nakamura Shinya) / dobóhátvéd

### Sútoku Gimnázium (秀徳高校 – Shūtoku Kōkō)
- Midorima Sintáró (緑間真太郎 – Midorima Shintarō) / dobóhátvéd

- Takao Kazunari (高尾和成 – Takao Kazunari) / irányító

- Ócubo Taiszuke (大坪泰介 – Ōtsubo Taisuke) / center

- Mijadzsi Kijosi (宮地清志 – Miyaji Kiyoshi) / alacsony bedobó

- Kimura Sinszuke (木村信介 – Kimura Shinsuke) / erőcsatár

- Mijadzsi Júja (宮地裕也 – Miyaji Yūya) / alacsony bedobó

### Tó Akadémia (桐皇学園高校 – Tōō Gakuen Kōkō)
- Aomine Daiki (青峰大輝 – Aomine Daiki) / erőcsatár

- Imajosi Sóicsi (今吉翔一 – Imayoshi Shōichi) / irányító

- Szakurai Rjó (桜井良 – Sakurai Ryō) / dobóhátvéd

- Vakamacu Kószuke (若松孝輔 – Wakamatsu Kōsuke) / center

- Szusza Josinori (諏佐佳典 – Susa Yoshinori) / alacsony bedobó

### Jószen Gimnázium (陽泉高校 – Yōsen Kōkō)
- Muraszakibara Acusi (紫原敦 – Murasakibara Atsushi) / center

- Himuro Tacuja (氷室辰也 – Himuro Tatsuya) / dobóhátvéd

- Okamura Kenicsi (岡村建一 – Okamura Kenichi) / erőcsatár

- Fukui Kenszuke (福井健介 – Fukui Kensuke) / irányító

- Liu Vei (劉偉 – Liu Wei) / alacsony bedobó

### Rakuzan Gimnázium (洛山高校 – Rakuzan Kōkō)
- Akasi Szeidzsúró (赤司征十郎 – Akashi Seijūrō) / irányító

- Mibucsi Reo (実渕玲央 – Mibuchi Reo) / dobóhátvéd

- Hajama Kotaró (葉山小太郎 – Hayama Kotarō) / alacsony bedobó

- Nebuja Eikicsi (根武谷永吉 – Nebuya Eikichi) / center

- Majuzumi Csihiro (黛千尋 – Mayuzumi Chihiro) / erőcsatár